# Muli Katzurin
Shamuel Katzurin, detto Muli (in ebraico מולי קצורין‎?; Tel Aviv, 30 novembre 1954), è un allenatore di pallacanestro israeliano.

## Carriera
Ha guidato Israele a tre edizioni dei Campionati europei (1999, 2001, 2003) e la Polonia ai Campionati europei del 2009.

## Palmarès

### Squadra
- Campionato israeliano: 2

Maccabi Tel Aviv: 1993-94, 1994-95
- Campionato ceco: 4

ČEZ Nymburk: 2006-07, 2007-08, 2008-09, 2009-10
- Coppa di Israele: 3

Hapoel Galil Elyon: 1987-88, 1991-92
Maccabi Tel Aviv: 1993-94
- Coppa di Polonia: 1

Śląsk Breslavia: 2004
- Coppa della Repubblica Ceca: 2

ČEZ Nymburk: 2007, 2008
- Supercoppa polacca: 2

Śląsk Breslavia: 1999, 2000

### Individuale
- Miglior allenatore della Ligat ha'Al: 1

Hapoel Galil Elyon: 1991-92